# Мартин, Майкл (спикер)
Майкл Джон Мартин, барон Мартин из Спрингберна (англ. Michael John Martin; род. 3 июля 1945, Глазго, Шотландия — 29 апреля 2018, Глазго, Шотландия) — шотландский и британский политик, занимавший должность спикера палаты общин Соединённого Королевства с 2000 по 2009 год. Будучи членом Лейбористской партии до того, как стал спикером, был членом парламента от Глазго-Спрингберн с 1979 по 2005 год и от Глазго Северо-Восток до 2009 года. Был избран спикером в 2000 году и оставался на этой должности в течение девяти лет до своего вынужденного ухода в отставку в 2009 году. При его избрании на пост спикера в 2000 году стал первым католиком на этой должности со времён Реформации в Англии. Ушёл с этой должности 21 июня 2009 года в результате снижения парламентского и общественного доверия, вызванного его ролью в скандале с расходами. На следующий день покинул палату общин.

## Ранняя жизнь
Мартин родился 3 июля 1945 года на улице Уильям-стрит в Глазго в семье моряка торгового флота и школьной уборщицы. Был одним из пяти детей и вырос в коммунальной квартире в Андерстоне, Шотландия. Когда Майклу было четырнадцать лет, семья переехала в Спрингберн, Шотландия. Учился в школе для мальчиков Святого Патрика, но за несколько дней до своего пятнадцатилетия бросил школу, чтобы стать учеником жестянщика на заводе Heatovent. Работал на железнодорожном дворе в Спрингберне для компании North British Caledonian Railways, производящей локомотивы, и стал активным членом Национального союза жестянщиков и медников. В возрасте 21 года вступил в Лейбористскую партию. С 1960 по 1976 год работал жестянщиком в компании Rolls-Royce и трудился на заводе в Хиллингтоне, Шотландия. К середине своих двадцатых годов стал штатным профсоюзным организатором в Объединённом союзе рабочих инженерной промышленности.
В возрасте 26 лет, в 1973 году, Мартин был избран советником от Лейбористской партии в Городской совет Глазго, представляя округ Фэйрфилд в районе Гован. В 1974 году он был избран в Совет, представляя округ Балорнок. С 1976 по 1979 год он был организатором профсоюза Национального союза работников государственного сектора (NUPE).

## Ранняя парламентская карьера
В 1978 году Мартин был выбран Лейбористской партией из пяти потенциальных кандидатов на замену Ричарда Бьюкенена. Был избран членом парламента от Глазго Спрингберн на всеобщих выборах 1979 года. Поддерживал Роя Хаттерсли и Дениса Хили, которые занимали правые позиции в партии, и с которыми служил в качестве парламентского личного секретаря с 1980 по 1983 год. Мартин переизбирался в 1983, 1987, 1992 и 1997 годах. Связанный с правым крылом Лейбористской партии, был социально консервативен по вопросам абортов и гомосексуальности. В 1994 году был одним из тринадцати лейбористских депутатов, которые проголосовали против снижения возраста сексуального согласия для гомосексуалов с 21 до 18 лет.
С 1987 по 1997 год занимал должность председателя Шотландского Большого комитета. Входил в состав Панели председателей спикера с 1987 по 2000 год. В мае 1997 года был назначен первым заместителем председателя Комитета по способам и средствам (один из трех заместителей спикера). Необычно, но несмотря на долгую карьеру в палате общин длиной в 30 лет, Мартин никогда не сидел на скамьях правительства, так как его партия находилась вне власти во время его службы в качестве рядового члена парламента, а затем вернулась к власти, когда был повышен до заместителя спикера.

## Спикер палаты общин
В 2000 году Бетти Бутройд ушла с поста спикера. В октябре того года прошли выборы, и двенадцать депутатов предложили свои кандидатуры в качестве возможных преемников. Многие наблюдатели считали фаворитом консерватора Джорджа Янга, так как он пользовался поддержкой как руководства Консервативной партии, так и Лейбористской партии, которые считали, что настала очередь консерваторов выдвинуть спикера. Однако многие рядовые депутаты, особенно лейбористы (которые имели крупное большинство в палате общин), считали, что Янг недостаточно близок к обычным депутатам, так как он был членом передней скамьи своей партии (Янг вышел из теневого кабинета непосредственно перед выборами спикера и был членом кабинета министров в правительстве консерваторов в предыдущем парламенте). В конце концов, выборы решались серией голосований, которые проходили более шести часов 23 октября 2000 года. Соперники Мартина выбывали один за другим, и кандидатура Янга была отвергнута палатой общин.
Мартин был избран 156-м спикером 23 октября 2000 года, став первым католиком на этой должности со времён Реформации в Англии. В соответствии с давней традицией, Мартин вышел из Лейбористской партии. Отказался от некоторых традиционных атрибутов одежды спикера, появляясь без парика, шёлковых чулок и бриджей. Его гласговский акцент привёл к тому, что Квентин Леттс дал ему прозвище "Горбалс Мик", в честь рабочего района Глазго, хотя Мартин на самом деле родился на другой стороне реки от Горбалс и представлял избирательный округ в нескольких милях оттуда.
Первоначальное назначение Мартина на пост спикера произошло на фоне недавнего изменения традиции, когда пост спикера чередовался между двумя основными политическими партиями — консерваторами и лейбористами. Поскольку его предшественница, Бетти Бутройд, была лейбористом, ожидалось, что новый спикер будет из числа консерваторов.
Мартин был переизбран депутатом парламента на всеобщих выборах 2001 года, при этом консерваторы и либерал-демократы не выставляли против него кандидатов, но Шотландская национальная партия (SNP) добилась небольшого роста поддержки своего кандидата. После возвращения в парламент на всеобщих выборах, не сталкивался с конкуренцией за пост спикера — ни один из предыдущих спикеров, вернувшихся в Палату общин после всеобщих выборов, не сталкивался с ней. Был переизбран спикером, при этом его выдвинул сам Янг.
Хотя палата общин давно проводит ежегодную церемонию зажигания Ханукии в официальной резиденции спикера, у неё никогда не было своей Ханукии, и каждый год её приходилось брать взаймы у местной еврейской общины; несмотря на то, что Мартин был католиком, в 2003 году он сделал так, чтобы у палаты общин появилась собственная Ханукия, которая используется ежегодно. Совпадение, но его преемник Джон Беркоу стал первым евреем-спикером палаты через шесть лет.
На всеобщих выборах 2005 года баллотировался в новом избирательном округе Глазго Северо-Восток, при этом шотландские националисты снова выставили против него своего кандидата. Мартин переизбрался в парламент. Не встретил оппозиции на выборах спикера. Вскоре после выборов 2005 года, когда либерал-демократ Пэтси Калтон вошла в палату общин в последний раз, чтобы подтвердить свою присягу из инвалидной коляски и подписать реестр, Мартин нарушил традицию, покинув кресло спикера, чтобы пожать ей руку и поцеловать её в щеку, сказав: "Добро пожаловать домой, Пэтси". Калтон, которая только что была переизбрана, имела терминальную стадию рака груди и умерла через три дня.
17 февраля 2006 года Мартин перенёс ангиопластику в Королевской больнице Глазго из-за заблокированных коронарных артерий. Его офис подтвердил это 26 февраля и сообщил, что он будет отсутствовать несколько недель. Вернулся к своим обязанностям 18 апреля.

### Вопросы к премьер-министру
1 ноября 2006 года, во время вопросов к премьер-министру, Мартин вызвал бурю негодования в палате общин, признав вопрос лидера оппозиции Дэвида Кэмерона недопустимым. В своём вопросе Кэмерон бросил вызов премьер-министру Тони Блэру относительно будущего лидерства в Лейбористской партии. Мартин заявил, что цель вопросов к премьер-министру заключается в том, чтобы палата задавала вопросы премьер-министру о действиях правительства. Это вызвало такое недовольство среди депутатов, что Мартин пригрозил приостановить заседание. Кэмерон переформулировал вопрос, спросив о будущем Блэра как премьер-министра, а не как лидера Лейбористской партии, что Мартин разрешил. Консервативные депутаты пригрозили покинуть зал, если подобное повторится в будущем.

### Личные расходы
В 2007 году Мартин использовал государственные средства для найма юристов с целью оспаривания негативных публикаций в прессе; юридическая фирма Carter-Ruck была нанята на три месяца, что обошлось более чем в 20 тыс фунтов. Либерал-демократ Норман Бейкер раскритиковал использование денег налогоплательщиков как "очень дорогой" способ выпуска пресс-релизов; Альянс налогоплательщиков также выразил недовольство. В то же время Мартин подвергся критике за попытку заблокировать публикацию сведений о 5 млн фунтах ежегодных транспортных расходов депутатов в соответствии с Законом о свободе информации.
24 февраля 2008 года Джон Лайон, парламентский комиссар по стандартам, был приглашён Альянсом налогоплательщиков для расследования возможного злоупотребления Мартином парламентскими расходами и пособиями. Лайон был обязан рассмотреть все такие жалобы, хотя комиссар мог признать жалобу необоснованной. Это произошло после недели, в течение которой представитель Мартина, ветеран коммуникаций Уайтхолла Майк Гранатт из PR-агентства Luther Pendragon, ушёл в отставку после признания, что он невольно ввёл в заблуждение газету The Mail on Sunday относительно более чем 4 тыс фунтов на расходы на такси, понесённые женой спикера, Мэри Мартин. Гранатт обвинил неназванных чиновников, но не самого спикера, в том, что они ложно сообщили ему о законности этих расходов, так как жена Мартина сопровождалась официальным лицом в поездках за продуктами для приёмов. На самом деле её сопровождала домработница; организацией питания для таких приёмов занимаются парламентские кейтеринг-службы.
29 марта 2008 года газета The Daily Telegraph сообщила, что расходы на ремонт официальной резиденции Майкла Мартина, Дома спикера, составили 1,7 млн фунтов за семь лет. Дом находится внутри Вестминстерского дворца. 14 мая 2009 года The Daily Telegraph сообщила, что Мартин запросил 1400 фунтов за использование машин с водителем, включая визиты в Селтик Парк, домашний стадион футбольного клуба "Селтик", и в местный центр занятости.

### Инцидент с Дэмианом Грином
В ноябре 2008 года представитель Консервативной партии по вопросам иммиграции Дэмиан Грин был арестован в связи с полицейским расследованием по поводу предполагаемых утечек из Министерства внутренних дел. Депутат был задержан на девять часов, а его дома и офис в палате общин были обысканы. Грину не было предъявлено никаких обвинений. Налёт на помещения палаты общин вызвал гнев у многих депутатов, которые расценили это как нарушение демократических прерогатив парламента.
Пресс-секретаря Мартина спросили, одобрил ли он обыск Службой столичной полиции в офисе Грина в палате общин без ордера на обыск, и он ответил: "Существует определённый процесс, которому следовали". Когда несколько дней спустя парламент возобновил работу, Мартин зачитал заявление депутатам, заявив: "... мне сказали, что полиция не объяснила, как того требует закон, что (сержант по оружию Джилл Пэй) не обязана давать согласие или что мог бы быть настоен на ордере". Мартин также сказал, что Пэй дала согласие на обыск, не консультируясь с клерком палаты. Полиция Лондона оспорила заявление Мартина, написав в письме министру внутренних дел Джеки Смит, что полиция "объяснила характер расследования и цель обыска" Пэй "и была удовлетворена, что сержант по оружию понял, что у полиции нет полномочий на обыск в отсутствие ордера, и поэтому они могли действовать только с её письменного согласия или с согласия спикера".
Позже Мартин свидетельствовал, что Пэй проинформировала его о планах полиции провести обыск в офисе палаты общин и арестовать депутата, но сказала, что арест связан с терроризмом. В последующем заявлении комитету палаты общин, расследующему инцидент, Мартин сказал, что Пэй не сообщила ему, что обыск проводится на основании подписанной ею формы согласия, а не на основании ордера на обыск. Мартин раскритиковал действия Пэй и клерка палаты общин Малкольма Джека, связанные с этим делом. Отчёт о расследовании, опубликованный в 2010 году, критиковал Мартина, написав, что как спикер он "не смог выполнить свою основную ответственность, которая была исключительно его, взять ситуацию под контроль, а не просто ожидать, что его проинформируют", и что он "должен был задавать правильные вопросы и ... должен был взять на себя больше ответственности за осуществление полномочий своей высокой должности". В отчёте также критиковались "недочёты" со стороны множества участников, включая других должностных лиц палаты общин, государственных служащих и полицию, которые, как было установлено, провели "совершенно ненужный" и "плохо исполненный" арест Грина.

### Декларация расходов на поездки по линии Британского совета
В 2009 году Мартин оказался вовлечён в спор по поводу расходов, понесённых депутатами на поездки, финансируемые налогоплательщиками через Британский совет. В 2008 году депутат от Консервативной партии Марк Ланкастер полетел бизнес-классом в Бангкок на двухдневную конференцию, что обошлось в 5018 фунтов. Депутат от Лейбористской партии Салли Кибл летела туда эконом-классом, а обратно бизнес-классом, что стоило 2452 фунтов. Обычно депутаты должны декларировать любые вещи, которую они получают от внешних организаций, и Британский совет не входит в список организаций, чьи подарки освобождаются от этого требования. Мартин подписал специальный сертификат, предотвращающий раскрытие информации о этих поездках, ссылаясь на "парламентскую привилегию".

### Отставка
12 мая 2009 года BBC сообщила, что Майкл Мартин находится под давлением, вынуждающим его уйти в отставку. 17 мая лидер либерал-демократов Ник Клегг заявил, что Майкл Мартин должен уйти в отставку, отметив, что стал препятствием для необходимых реформ парламента. 19 мая Дуглас Карсвелл предложил вынести вотум недоверия, который подписали 22 депутата. Позже в тот же день Мартин объявил о своём намерении уйти в отставку с 21 июня 2009 года. Если бы вотум был успешным, Мартин стал бы первым спикером, который был вынужден покинуть должность через вотум недоверия со времён Джона Тревора в 1695 году. Мартин сказал о своём решении уйти:
"С тех пор как я пришел в эту палату 30 лет назад, я всегда считал, что палата в лучшем виде, когда она един. Для поддержания единства я решил оставить должность спикера в воскресенье 21 июня. Это позволит палате избрать нового спикера в понедельник 22 июня. Это всё, что я хочу сказать по этому вопросу".
Мартин назначен управляющим и бейлифом поместья Норстед, чтобы иметь возможность уйти с должности депутата в тот же день, вызвав необходимость проведения дополнительных выборов в его округе Глазго Северо-Восток. Выборы спикера состоялись 22 июня, и их выиграл Джон Беркоу.
Спикеры обычно получают повышение в палату лордов после выхода на пенсию, и правительство сочло это "формальностью". Комиссия по проверке палаты лордов указала премьер-министру Гордону Брауну, что номинанты должны "повышать, а не снижать" статус палаты, что некоторые депутаты-лейбористы интерпретировали как упрёк в адрес Мартина. Шестнадцать депутатов подписали предложение в палате общин, требуя от лорда Джея отозвать своё замечание. В соответствии с традицией, как только преемник Мартина на посту спикера вступил в должность, первая резолюция, принятая палатой общин, была обращена к королеве с просьбой "оказать знак особого Королевского Благоволения" (т.е., предоставить пэрство) Мартину "за его выдающиеся заслуги в важный период, когда он с таким отличием и достоинством возглавлял эту палату".

## Пожизненное пэрство и смерть
Мартин был удостоен пожизненного пэрства 25 августа 2009 года под титулом барона Мартина из Спрингберна, из Порт-Дандаса в городе Глазго. Был представлен в палате лордов 13 октября 2009 года. Как и предыдущие спикеры, получившие повышение в палату лордов, он заседал в качестве кроссбенчера.
Мартин взял отпуск в палате лордов 13 сентября 2017 года. После короткой болезни он скончался 29 апреля 2018 года. Политики отдали ему дань уважения, включая тогдашнего лидера лейбористов Джереми Корбина, его преемника Джона Беркоу и бывшего премьер-министра Гордона Брауна.

## Семья и личная жизнь
Мартин познакомился с Мэри МакЛэй на заводе Heatovent, где она работала сборщицей, и они поженились в 1966 году. У пары родились сын и дочь. Его сын Пол Мартин был членом шотландского парламента (MSP) от Глазго Спрингберн с 1999 по 2011 год, затем от округа Глазго Прован с 2011 года до своего поражения на шотландских выборах 2016 года.
Мартин увлекался игрой на волынке и регулярно играл для гостей во время ежегодного ужина в честь Роберта Бёрнса. В преддверии приема по случаю Дня Святого Андрея на территории парламента сообщалось, что Мартин однажды вмешался от имени группы Шотландской национальной партии (SNP), отменив решение сержанта по оружию и позволив играть на волынке на территории парламента.